# .aq
.aq е интернет домейн от първо ниво за Антарктида. Запазен е за организации, които извършват работа в Антарктида и популяризират регионите на Южния океан и Антарктида. Администрира се от Петер Мот от Мот и асоциации в Оуклънд, Нова Зеландия. Представен е през 1992 г.